# Leptogaster ophionea
Leptogaster ophionea là một loài ruồi trong họ Asilidae. Leptogaster ophionea được Frey miêu tả năm 1937. Loài này phân bố ở miền Ấn Độ - Mã Lai.